# Panurginus polytrichus
Panurginus polytrichus är en biart som beskrevs av Cockerell 1909. Panurginus polytrichus ingår i släktet bergsbin, och familjen grävbin. Inga underarter finns listade i Catalogue of Life.